# Ciénaga de Zapata
La Ciénaga de Zapata es un ecosistema pantanoso, ubicado en la península homónima, perteneciente a la provincia de Matanzas en Cuba. Es el mayor humedal del Caribe insular con un espacio aproximado de unas 300 mil hectáreas. Presenta una longitud de 175 km de este a oeste, entre Punta Gorda y Jagua, y ancho máximo de 58 km de norte a sur. Tiene el más complejo sistema de drenaje cársico de la isla de Cuba. Forma parte de las regiones verdes mejor conservadas del archipiélago.
Predominan allí paisajes de llanuras bajas, pantanosas y semipantanosas, sobre depósitos turbosos y rocas calizas, con suelos hidromórficos y vegetación de sabanas naturales de alto valor estético y paisajístico, tales como la Laguna del Tesoro y la cuenca del río Hatiguanico, principal arteria fluvial de la zona, así como Playa Larga y Playa Girón. 
En su conjunto, la vegetación de la Ciénaga de Zapata constituye una de las áreas verdes más importantes de Cuba y, por las propias especies de la flora y la fauna que alberga, representa un lugar de interés mundial.

## Geografía
La ciénaga ocupa en su totalidad la península de Zapata y regiones aledañas. Es el mayor humedal de Cuba y el Caribe y uno de los mayores de América Latina, aprobada por la UNESCO como Reserva de la biosfera y también declarada Sitio Ramsar. 
Sus límites están delinados al sur por la ensenada de la Broa, al oeste el golfo de Batabanó, al este bahía de Cochinos y al norte la Carretera Central se ha convertido en el límite artificial que la separa de la amplia llanura de Habana-Matanzas.
Está reconocida como parque nacional y actualmente respaldada jurídicamente por el Decreto 197/96 del Plan Turquino Manatí, que declara a toda la Ciénaga de Zapata como Región Especial de Desarrollo Sostenible. Tiene una superficie de 4 500 km². Posee uno de los mayores reservorios de agua dulce del país.

## Flora y fauna
En el pantano predominan los bosques (56%) sobre calizas y partes mal drenadas, así como los manglares. Además, existen grandes extensiones generalmente inundables donde crece el herbazal de ciénaga, formado por Cortadera, Palmanaca, Arraiján, Yana y Guanito, entre otras. 

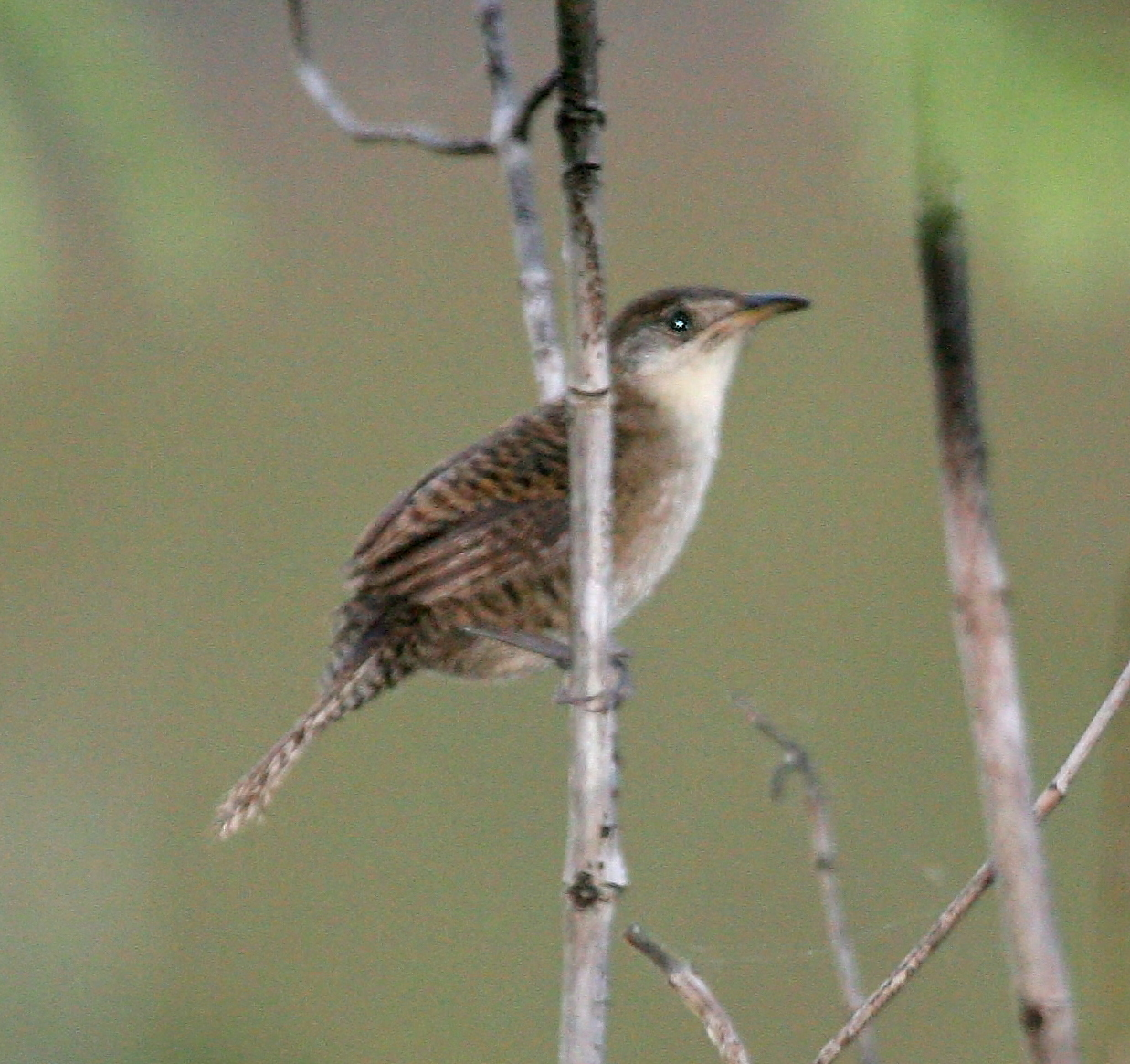
Ferminia.

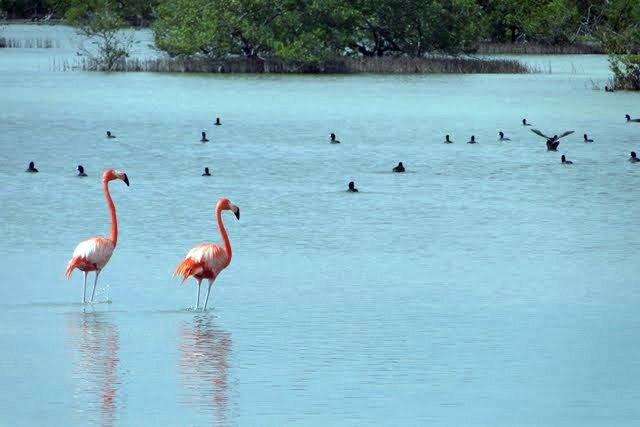
Flamencos rojos en el Zapata

El patrimonio forestal de la Ciénaga de Zapata está constituido por: bosques naturales (233 265.3 ha), plantaciones jóvenes (928.2 ha) y plantaciones establecidas (4 170.8 ha). Según The Field Museum 2005 se estima que existen alrededor de 1000 especies de plantas autóctonas agrupadas en 110 familias, destacándose 130 endémicas cubanas, de las cuales 6 son locales y 14 son especies raras o en peligro de extinción. 
La fauna está representada por 15 especies de mamíferos, 258 de aves, 43 de reptiles, 4 de peces y 16 de anfibios, así como una gran variedad de insectos y otros invertebrados. Entre las especies de animales se destacan 5 endémicas locales y 16 en peligro de extinción. Esta región es además uno de los refugios más importantes de 65 especies de aves migratorias. 

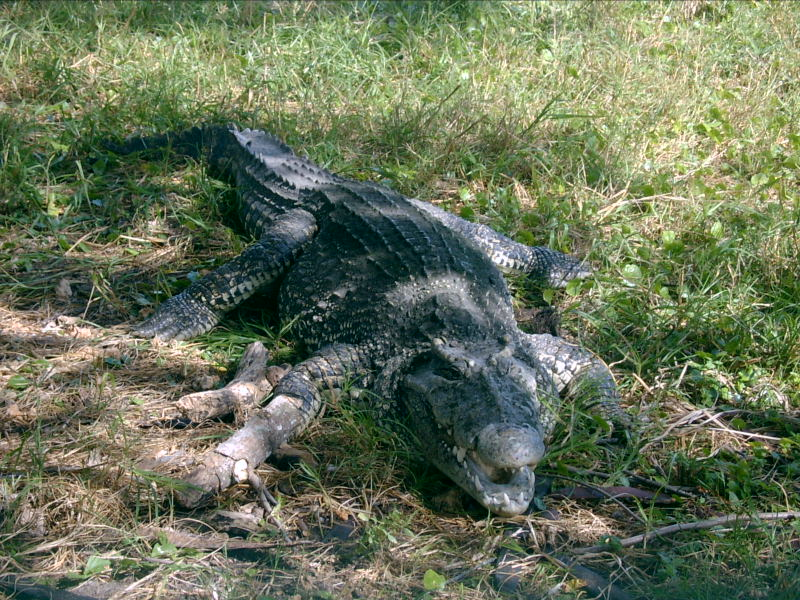
Cocodrilo cubano.

Respecto a los animales, los valores del lugar trascienden las fronteras locales, la gallinuela de Santo Tomás y la ferminia son aves exclusivas de la zona y consideradas como las de hábitat más restringido en el mundo. 
De conjunto, se han observado más de cien especies de aves endémicas de Cuba, entre ellas el zunzuncito, cabrerito de la ciénaga, gavilán colilargo, catey, cotorras y la paloma perdiz, de las que se forman grandes concentraciones durante todo el año. La zona constituye refugio natural de miles de aves migratorias provenientes de América del Norte. Considerada una de las áreas más importantes de Cuba como invernadero de aves, cuenta con las Salinas de Brito, importante refugio con elevadas concentraciones de aves acuáticas, como las sevillas, garzas, flamencos y grullas. 
Durante los meses invernales coinciden más de 65 especies de aves.
Existen dieciséis especies de reptiles, entre los que sobresalen los cocodrilos cubano y americano, iguanas, lagartijas, majaes y varios tipos de ranas. 
Los mamíferos están representados por un endémico local: la jutía enana, además de la jutía conga, así como por abundantes poblaciones introducidas de puercos jíbaros y venados. 
En los esteros y lagunas es posible localizar dos especies de vertebrados acuáticos amenazados de extinción: el manatí y el manjuarí, este último es un pez que en Cuba solo se encuentra en esa región. 
Hasta ahora, en la Ciénaga de Zapata se han podido identificar más de mil especies de insectos, arácnidos y artrópodos, algunos de formas muy peculiares. Como en todas las ciénagas de la isla, abundan allí varias especies de mosquitos y jejenes. 
En cuanto a Refugios de Fauna, los principales son La Salina, Santo Tomás y Bermejas.

## Historia
La ciénaga fue habitada antes de la llegada de Colón por indios de las tribus siboney. Durante la etapa colonial casi despoblada, fue refugio de piratas y en la época republicana la zona fue habitada por carboneros y pescadores que vivían en extrema pobreza. Luego de la Revolución cubana fueron llevados a cabo varios programas de reanimación y hoy la zona es un destino turístico importante para el país.
En la Ciénaga de Zapata se encuentran Playa Girón y Playa Larga, donde ocurrieron los hechos de la invasión de la Bahía de Cochinos en abril del año 1961, resultando dichos hechos la primera derrota de EE. UU. en América Latina.

## Población
La ciénaga se encuentra en su totalidad en el municipio del mismo nombre —el mayor de Cuba— cuenta con una población de apenas 9000 personas con una densidad de 6 hab/km², la más baja tasa de la nación. La mayor parte de los pobladores se dedican a la agricultura o al creciente sector turístico en lugares como Guamá o Playa Larga, donde se han construido hoteles, restaurantes y otras facilidades de servicios.